# Maybank
Maybank est le principal groupe bancaire et financier malaisien.